# الگن (ایلینوی)
الگن، ایلینوی (به انگلیسی: Elgin, Illinois) یک شهر در ایالات متحده آمریکا با جمعیت ۱۰۹٬۹۲۷ نفر است که در ایلینوی واقع شده‌است.